# Храм Трёх Святителей (Симферополь)
Храм Трёх Святителей — православный храм в Симферополе, один из старейших храмов города. Был построен для нужд Таврической духовной семинарии. Как и большинство культовых сооружений пережил период запустения и возрождения. После возобновления работы Таврической семинарии в 1997 году вновь получил статус «семинарского» храма.

## История

### Создание
История храма неразрывно связана с историей Таврической духовной семинарии. Первый камень нового храма был заложен в 1900 году и строился 2 года. 
Проект разработал архитектор  Амбарцум Карапетов. Этот храм в городском обиходе именовали «Семинарской церковью». 11 сентября 1903 года храм был освящен во имя Трёх Святителей.

### Советский период
В 1922 году храм был закрыт. Иконостас и кресты уничтожены. Поначалу в здании храма размещался областной архив, позднее книгохранилище областной библиотеки имени Франко.

### Возрождение
Через 65 лет после закрытия храма, здание вновь было возвращено Церкви. С возрождением Таврической духовной семинарии в 1989 году была начата реставрация храма. Ежегодно в начале учебного года и по окончании курса служатся молебны в храме Трёх Святителей.

## Архитектура
Храм построен в стиле «базилика». Храм имеет прямоугольный план. С восточной стороны выделяется трёхгранная апсида, в центральной части — изображения святителей Василия Великого, Григория Богослова и Иоанна Златоуста. У храма пять куполов: 4 маленьких купола расположены на невысоких башенках по углам центральной части собора. Главный купол расположен в центре шатровой крыши. Внутренняя роспись храма выполнена художником Д. П. Праведниковым.
В письменных источниках осталось описание архитектуры:
«Вновь отстроенный семинарский храм представляет высокую, и очень красивую базилику по типу древнехристианских церквей… Внутри храма алтарная часть приподнята над средней частью на две ступени и огорожена дубовым иконостасом, исполненным на Петербургской фабрике Жевержева…».